# Michael Davis (baixista)
Michael Davis (Detroit, 5 de junho de 1943 - Califórnia, 17 de fevereiro de 2012) foi um músico norte-americano.
Baixista, cantor, compositor e produtor musical mais conhecido como membro da banda de rock MC5, Davis também foi integrante da banda Destroy All Monsters que contava com Ron Asheton na guitarra.
Em 2003 se reuniu com os membros remanescentes do MC5 e ajudou a reformar a banda, agora chamada DKT MC5, desde então eles tem se apresentado esporadicamente com participantes especiais assumindo os vocais.
Davis juntamente com sua esposa Angela Davis fundou em 2006 uma organização sem fins lucrativos chamada Music Is Revolution Foundation para ajudar na educação musical em escolas públicas. Dentre os voluntários estão Jake Cavaliere (The Lords of Altamont), Handsome Dick Manitoba (The Dictators), Steve Aoki (Dim Mak Records/Kid Millionaire) e Randy Bradbury (Pennywise).
O músico morreu na Califórnia em virtude de uma doença do fígado em fevereiro de 2012.